# Lomas de Cocoyoc
Lomas de Cocoyoc är en ort i Mexiko.   Den ligger i kommunen Olinalá och delstaten Guerrero, i den sydöstra delen av landet, 180 km söder om huvudstaden Mexico City. Lomas de Cocoyoc ligger 1 695 meter över havet och antalet invånare är 114.
Terrängen runt Lomas de Cocoyoc är huvudsakligen kuperad. Lomas de Cocoyoc ligger uppe på en höjd. Runt Lomas de Cocoyoc är det ganska glesbefolkat, med 28 invånare per kvadratkilometer. Närmaste större samhälle är Huamuxtitlán, 17,6 km öster om Lomas de Cocoyoc. I omgivningarna runt Lomas de Cocoyoc växer huvudsakligen savannskog.